# سوسن‌آباد (کمیجان)
سوسن آباد روستایی است از توابع شهرستان کمیجان در استان مرکزی. این روستا در دهستان اسفندان در بخش مرکزی این شهرستان قرار دارد.

## مشخصات منطقه‌ای
روستای سوسن آباد طبق تقسیمات اخیر کشوری، ازتوابع دهستان اسفندان و بخش مرکزی شهرستان کمیجان می‌باشد. این روستا بامختصات جغرافیایی ۴۹درجه و ۴۹دقیقه طول شرقی و۳۹درجه و۲۴دقیقه عرض شمالی در شمال غربی استان مرکزی قراردارد. فاصله روستای سوسن آباد تا مرکز شهرستان ۳۵ کیلومتر می‌باشد.

## جمعیت
طبق سرشماری مرکز آمار ایران، جمعیت سوسن آباد در سال ۱۳۸۵ برابر با ۵۶ نفر بوده است. این روستا ۱۶ خانوار دارد.